# Кормениш (Салаж)
Кормениш (рум. Cormeniș) насеље је у Румунији у округу Салаж у општини Лозна. Oпштина се налази на надморској висини од 207 m.

## Становништво
Према подацима из 2002. године у насељу је живело 230 становника, од којих су сви румунске националности.